# Витвицький Василь
д-р Василь Витвицький (16 жовтня 1905, Коломия — 31 жовтня 1999, Самміт) — український композитор, музикознавець, культуролог і громадський діяч у Галичині та діаспорі.

## Життєпис
Народився 16 жовтня 1905 року в м. Коломиї (нині — Івано-Франківська область, Україна) у сім'ї вчителів. Закінчив Коломийську гімназію та філософський факультет Ягеллонського університету в Кракові. Захистив докторську працю «Руська сольна пісня в Галичині II половини XIX століття», здобув ступінь доктора філософії.
Працював доцентом кафедри теорії та історії музики Львівської консерваторії до 1944 року. Емігрував на Захід, перебував у таборах біженців (Австрія, Німеччина). У 1949 році виїхав до США, оселився в Детройті.
Праці:
- Українські впливи в музиці Шопена
- Монографія про М. Гайворонського
- Музичні твори: «Пісня і танець», фортепіянове тріо, струнний квартет, твори для струнної оркестри.

Дочка Василя Витвицького Ляриса народилася у Львові 1936 року. Син Богдан народився у Німеччині 1948 року, американський юрист та громадський діяч, помічник федерального прокурора, був одним з претендентів на посаду очільника Національного антикорупційного бюро України. Працював радником Генерального Прокурора Юрія Луценка.[джерело?]